# Patacón (gastronomía)

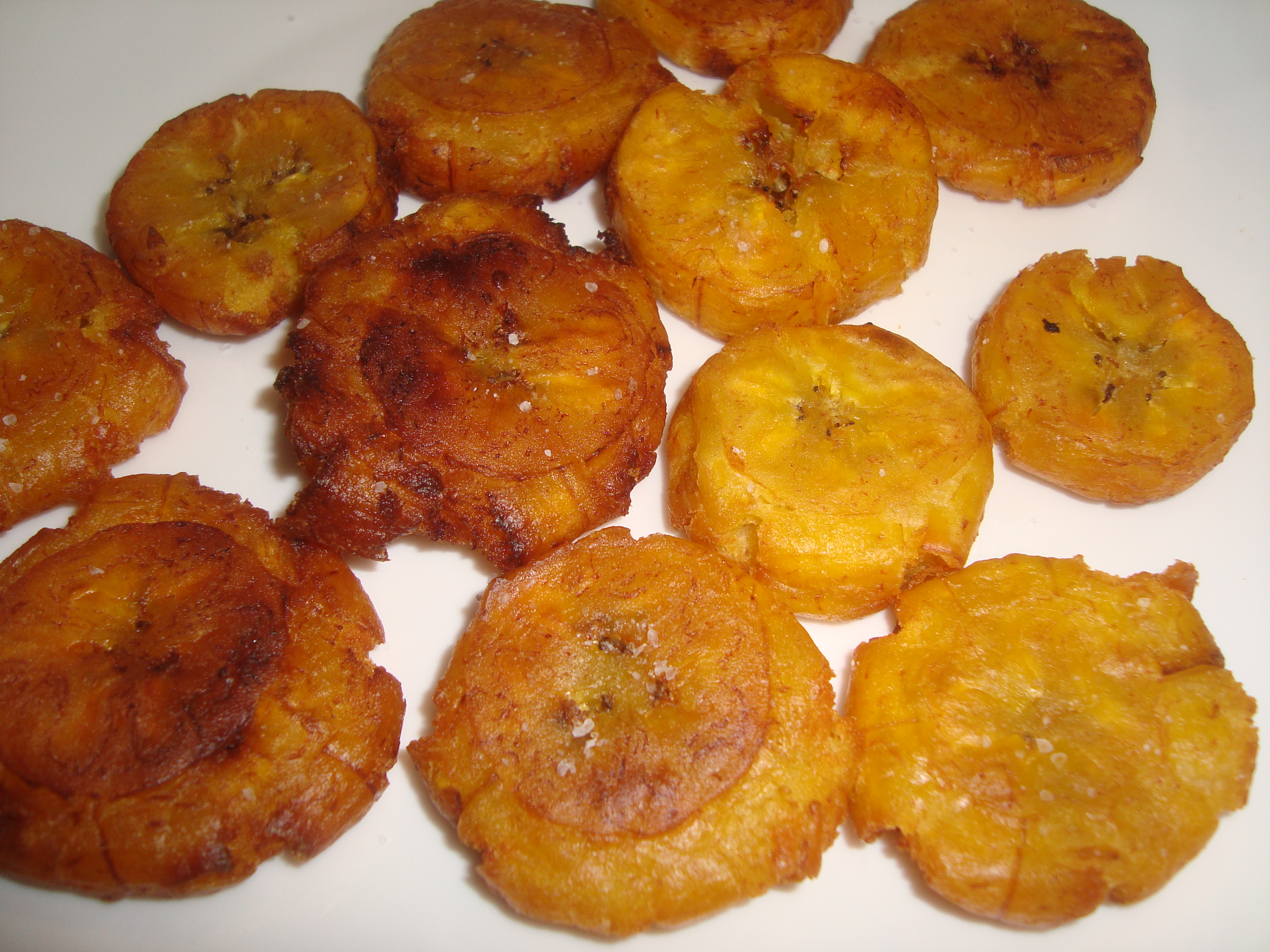
Plátano macho frito sin aplanar (Cuba).

El patacón, tostón, tachino o frito es una comida a base de trozos aplanados fritos de plátano verde, tradicional en la culinaria de varios países de América Latina, principalmente de la cuenca del Caribe como Colombia, Costa Rica, Cuba, Ecuador, Haití, Honduras, Nicaragua, Panamá, Puerto Rico, República Dominicana y Venezuela.

## Etimología
La palabra patacón proviene de la similitud con la moneda colonial del mismo nombre.

### Denominaciones regionales
- Bolivia: Chipilo, postre verde tostado.
- Colombia: Patacón, tostada de plátano (Cali), retacadas (Popayán)
- Costa Rica: Patacón.
- Cuba: Tostón, tachino, chatino.
- Ecuador: Patacón.
- Guatemala: Tostón o patacón.
- Haití: Bannann peze
- Honduras: Patacón, tostón, tajada (no confundir con las tajadas de plátano maduro).
- Nicaragua: Tostón.
- Panamá: Patacón.
- Perú (Región Amazónica del norte): Patacón.[5]
- Puerto Rico: Tostón.
- República Dominicana:Tostón, frito verde.
- Venezuela: Tostón, patacón (estado Zulia).[6]

## Variedades

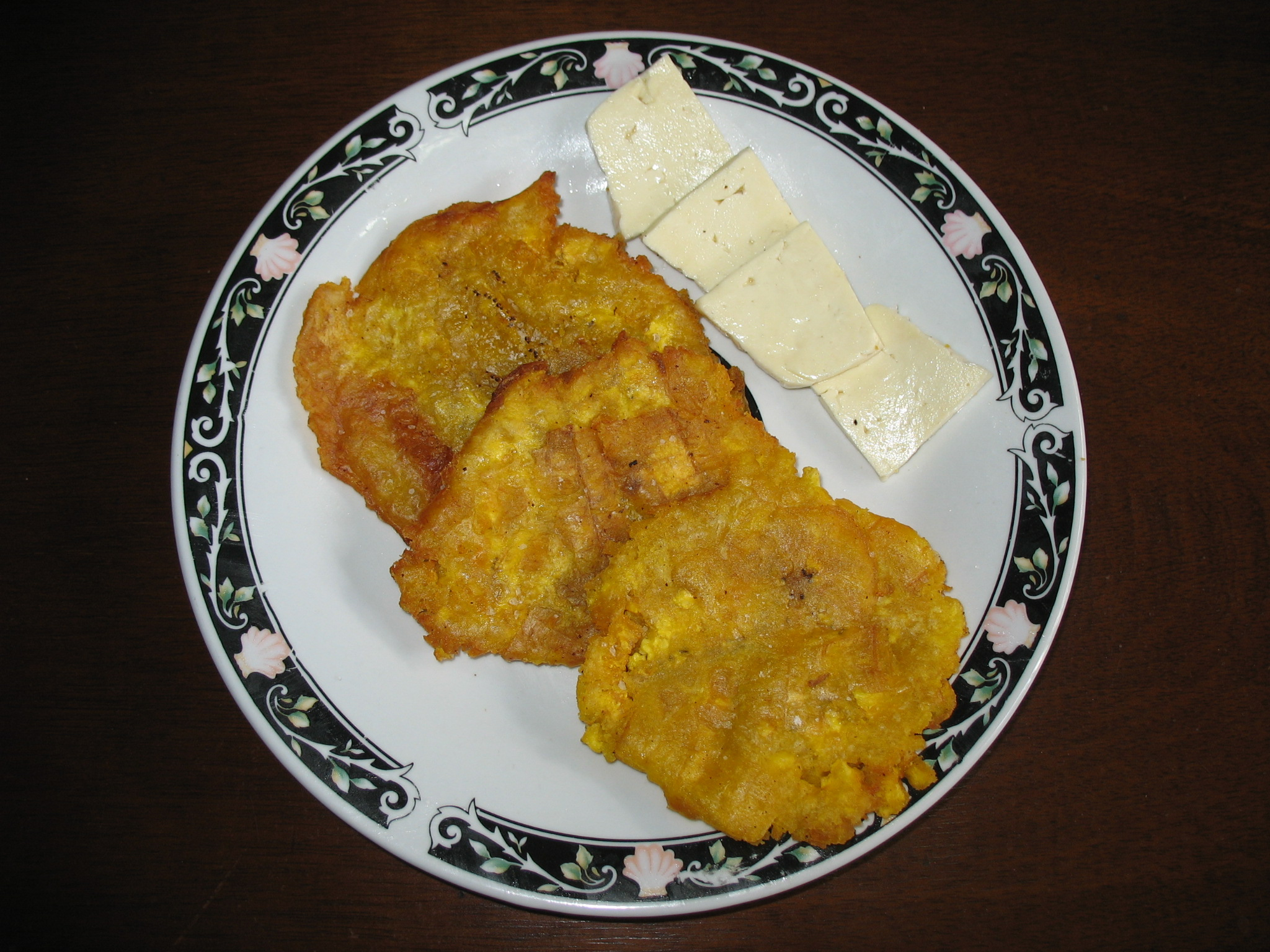
Patacones con queso, desayuno típico de la Costa Caribe de Colombia.

### Colombia
En la Costa Caribe de Colombia, los patacones acompañan platos con pescado frito o carne en distintas preparaciones. Se suelen acompañar con huevos revueltos, queso costeño, carne o hígado en bisté, guiso, suero atollabuey, pescado frito, embutidos o simplemente sal espolvoreada. Un desayuno típico de la región son los patacones con queso costeño y café con leche. También se prepara sopa de patacón y como comida rápida armado con carnes, queso, verduras y salsas. En la Costa también se preparan patacones a base de guineo verde, los cuales, por ser de tamaño pequeño, usualmente no se cortan en trozos; se fríen enteros, se aplanan y se terminan de freír. 
En Antioquia los patacones pueden hacer parte de la bandeja paisa o de la sopa de arroz. También se comen acompañados de fríjoles, guacamole o mantequilla.
En el Valle del Cauca se conocen como tostadas de plátano, en tanto que el nombre patacones se aplica a los platanitos de plátano verde.
También se preparan sandwiches y pizzas de patacón cuya base es una masa de plátano verde. El sandwich de patacón consiste en cortar los plátanos en rodajas largas que son posteriormente fritas en aceite caliente y aplanadas para formar sándwiches con carne de cerdo, res, pollo, verduras y salsa de tomate. 

### Costa Rica

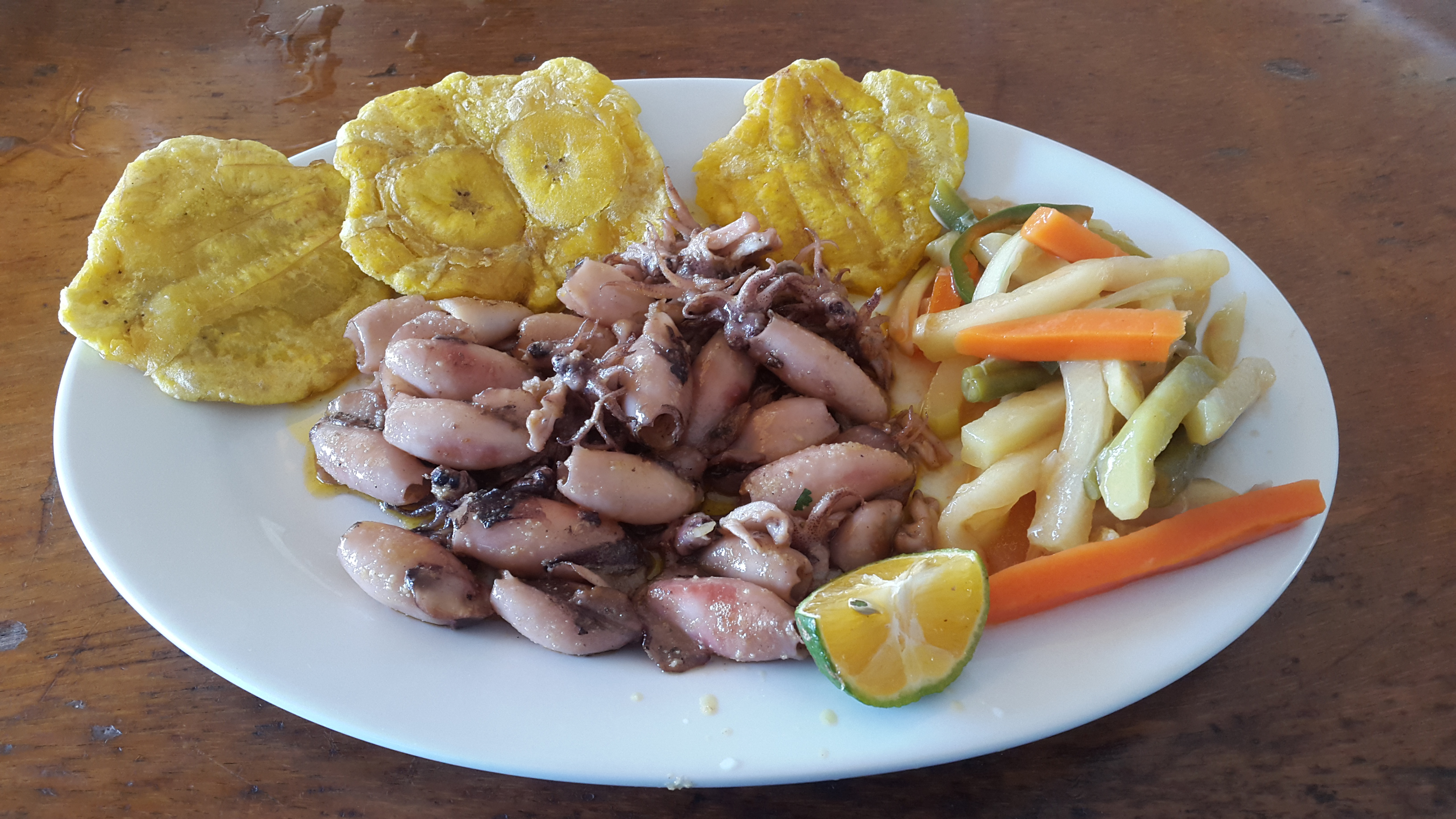
Calamar al ajillo con escabeche y patacones. Puntarenas, Costa Rica.

En Costa Rica, los patacones ya eran un plato conocido a principios del siglo xx, donde se consumían en poblaciones costeras del Pacífico como Esparza, Puntarenas, Chomes y otros pueblos aledaños. En estas regiones, en algún momento hubo predominio de población negra de origen africano, que llegaron como esclavizados al país durante la época colonial, e introdujeron platillos elaborados a base de plátano.
Los patacones se utilizan como acompañamiento para diversos platos típicos de la zona del Pacífico, como el ceviche, el arroz guacho, los frijoles crespos. En la zona del Caribe del país, donde predomina la población afrocaribeña, también es frecuente su consumo. En la actualidad, los patacones son un platillo popular que se sirve como acompañamiento de varios platos en diversos restaurantes de todo el país.

### Ecuador
En Ecuador el patacón acompaña platos típicos de carne y pescado fritos, con café y queso amasado son un desayuno típico. En la Costa, el patacón suele servirse con huevos fritos como parte del desayuno o con seco de carne en algunos cantones del país. Para su elaboración se puede usar varios tipos de plátano, los más apetecidos son el tipo barraganete y el dominico, los cuales tienen una  textura suave. Al momento de su cocción en algunas partes del país, especialmente en poblaciones rurales, se usa la manteca de cerdo. 

### Haití
El bannann peze se suele servir con pikliz, un condimento parecido a una ensalada de col hecho con cebolla, zanahoria y pimientos scotch bonnet.

### Nicaragua
Los tostones se suelen servir con queso frito (tradicionalmente conocidos como tostones con queso) y, a veces, con frijoles refritos.  

### Panamá

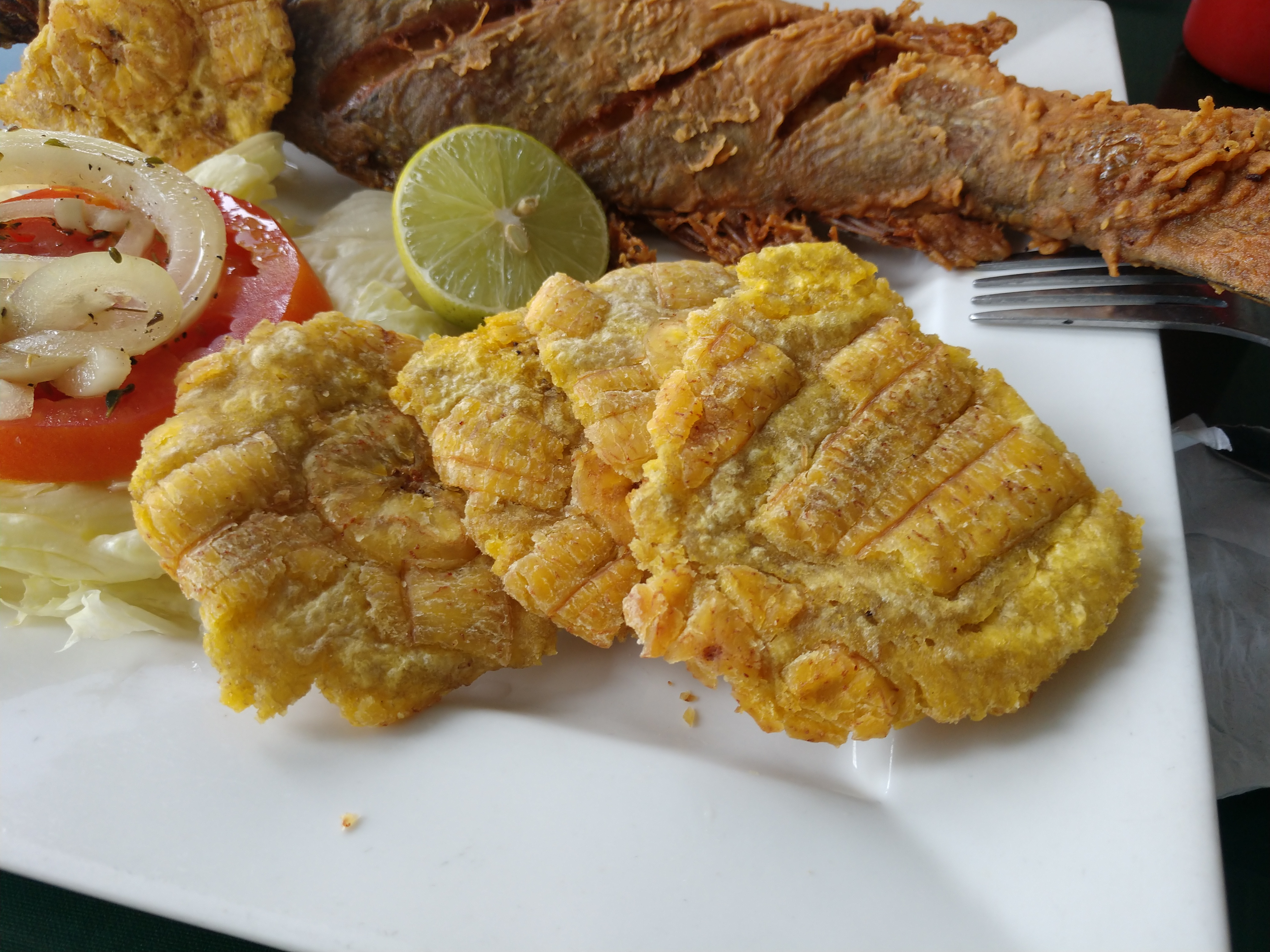
Patacones con pescado frito. Ciudad de Panamá.

Los patacones se pueden comer solos o como acompañantes de bistec de carne, hígado, pescado frito, marisco, pollo y al desayuno con huevos fritos. El plátano con lo que se hace el patacón es cosechado en Panamá en las áreas de Chiriquí y Coclé.

### República Dominicana
En República Dominicana se denomina frito o tostón y es un plato tradicional. Se utiliza generalmente como acompañante de pescados, carnes fritas, pollo frito o cualquier comida diaria, y se sirve con un poco de sal. También es popular consumirlo con ketchup. 

### Venezuela

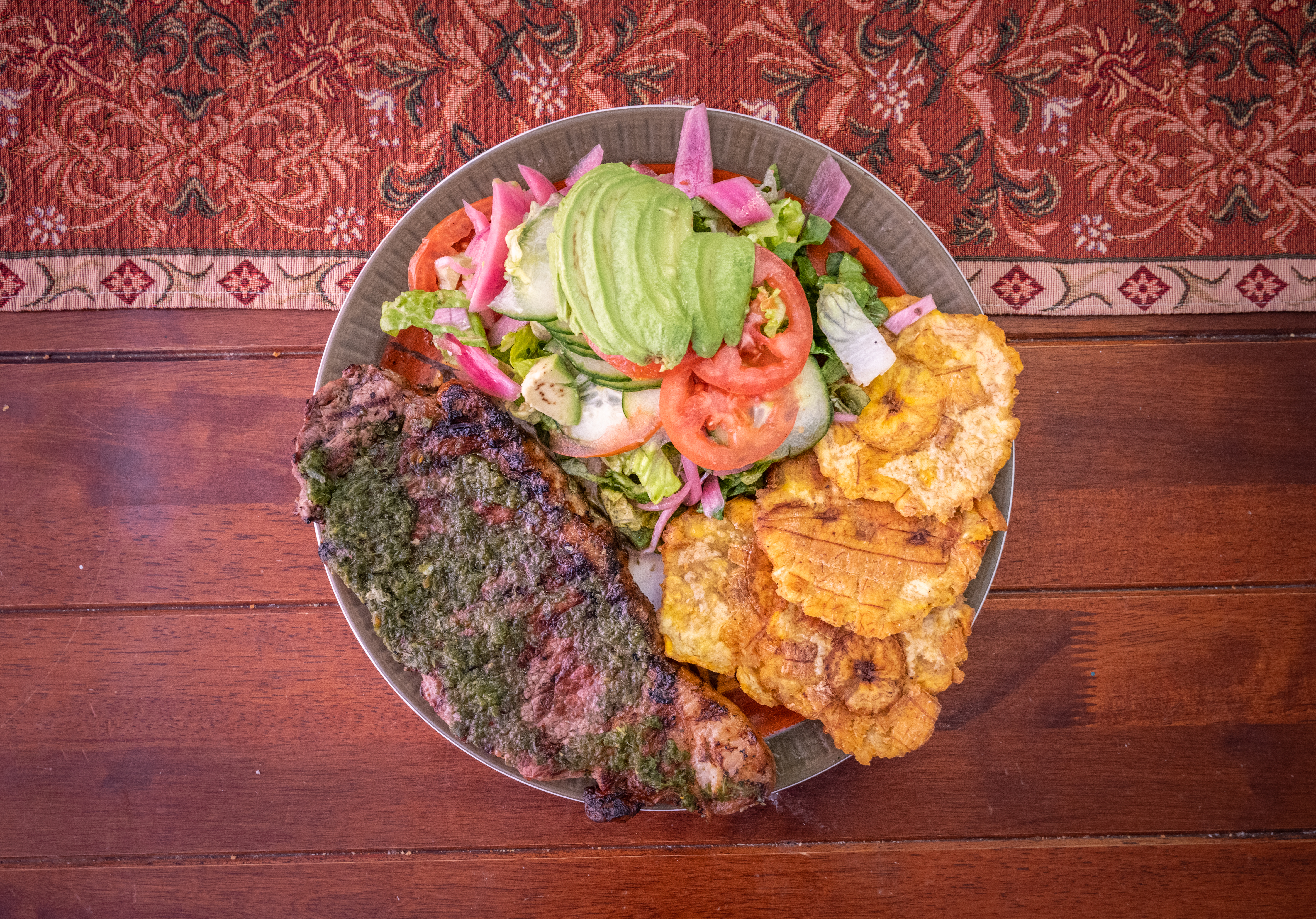
Parrilla con patacones en Venezuela.

En Venezuela el tostón se consume en todo el territorio. En las costas venezolanas es comúnmente servido como contorno de los platos de pescado, en restaurantes y puestos de comida cerca de las playas. En la región de Los Andes forman parte del pabellón criollo en sustitución de las tajadas de plátano maduro, por lo que se conoce esta variante como pabellón andino.
En el Estado Zulia, donde llega a ser un plato emblemático, se le conoce como patacón y se suele servir acompañado con ensalada rallada, queso blanco y/o amarillo, jamón, cochino frito, pernil, carne o pollo desmechados, huevo sancochado o hervido, salsa ketchup, mayonesa y mostaza, también puede agregársele la popular salsa tártara,se vende como comida rápida; suele hacerse cortando el plátano, verde o maduro, de forma alargada, aplanando, friendo y poniendo los ingredientes sobre él o entre dos tostones.
También se preparan sandwiches y pizzas de patacón cuya base es una masa de plátano verde. El sandwich de patacón consiste en cortar los plátanos en rodajas largas que son posteriormente fritas en aceite caliente y aplanadas para formar sándwiches con carne de cerdo, res, pollo, verduras y salsa de tomate. 
En este país también se suele dar el nombre de tostón a los platanitos, los cuales se consumen como snack.